# جمال جوهر
جمال جوهر (انگلیسی: Jamal Jouhar؛ زادهٔ ۲۶ ژوئیهٔ ۱۹۸۷) بازیکن فوتبال اهل قطر است.

## باشگاهی
از باشگاه‌هایی که در آن بازی کرده‌است می‌توان به الاهلی قطر، القطر اشاره کرد.

## تیم ملی
وی همچنین در تیم ملی فوتبال قطر بازی کرده است.